# Garde du Corps du Roi
 (janvier 2022).
La mise en forme du texte ne suit pas les recommandations de Wikipédia : il faut le « wikifier ».
Les points d'amélioration suivants sont les cas les plus fréquents. Le détail des points à revoir est peut-être précisé sur la page de discussion.
- Les titres sont pré-formatés par le logiciel. Ils ne sont ni en capitales, ni en gras.
- Le texte ne doit pas être écrit en capitales (les noms de famille non plus), ni en gras, ni en italique, ni en « petit »…
- Le gras n'est utilisé que pour surligner le titre de l'article dans l'introduction, une seule fois.
- L'italique est rarement utilisé : mots en langue étrangère, titres d'œuvres, noms de bateaux, etc.
- Les citations ne sont pas en italique mais en corps de texte normal. Elles sont entourées par des guillemets français : « et ».
- Les listes à puces sont à éviter, des paragraphes rédigés étant largement préférés. Les tableaux sont à réserver à la présentation de données structurées (résultats, etc.).
- Les appels de note de bas de page (petits chiffres en exposant, introduits par l'outil «  Source ») sont à placer entre la fin de phrase et le point final[comme ça].
- Les liens internes (vers d'autres articles de Wikipédia) sont à choisir avec parcimonie. Créez des liens vers des articles approfondissant le sujet. Les termes génériques sans rapport avec le sujet sont à éviter, ainsi que les répétitions de liens vers un même terme.
- Les liens externes sont à placer uniquement dans une section « Liens externes », à la fin de l'article. Ces liens sont à choisir avec parcimonie suivant les règles définies. Si un lien sert de source à l'article, son insertion dans le texte est à faire par les notes de bas de page.
- La présentation des références doit suivre les conventions bibliographiques. Il est recommandé d'utiliser les modèles {{Ouvrage}}, {{Chapitre}}, {{Article}}, {{Lien web}} et/ou {{Bibliographie}}. Le mode d'édition visuel peut mettre en forme automatiquement les références.
- Insérer une infobox (cadre d'informations à droite) n'est pas obligatoire pour parachever la mise en page.

Pour une aide détaillée, merci de consulter Aide:Wikification.
Si vous pensez que ces points ont été résolus, vous pouvez retirer ce bandeau et améliorer la mise en forme d'un autre article.

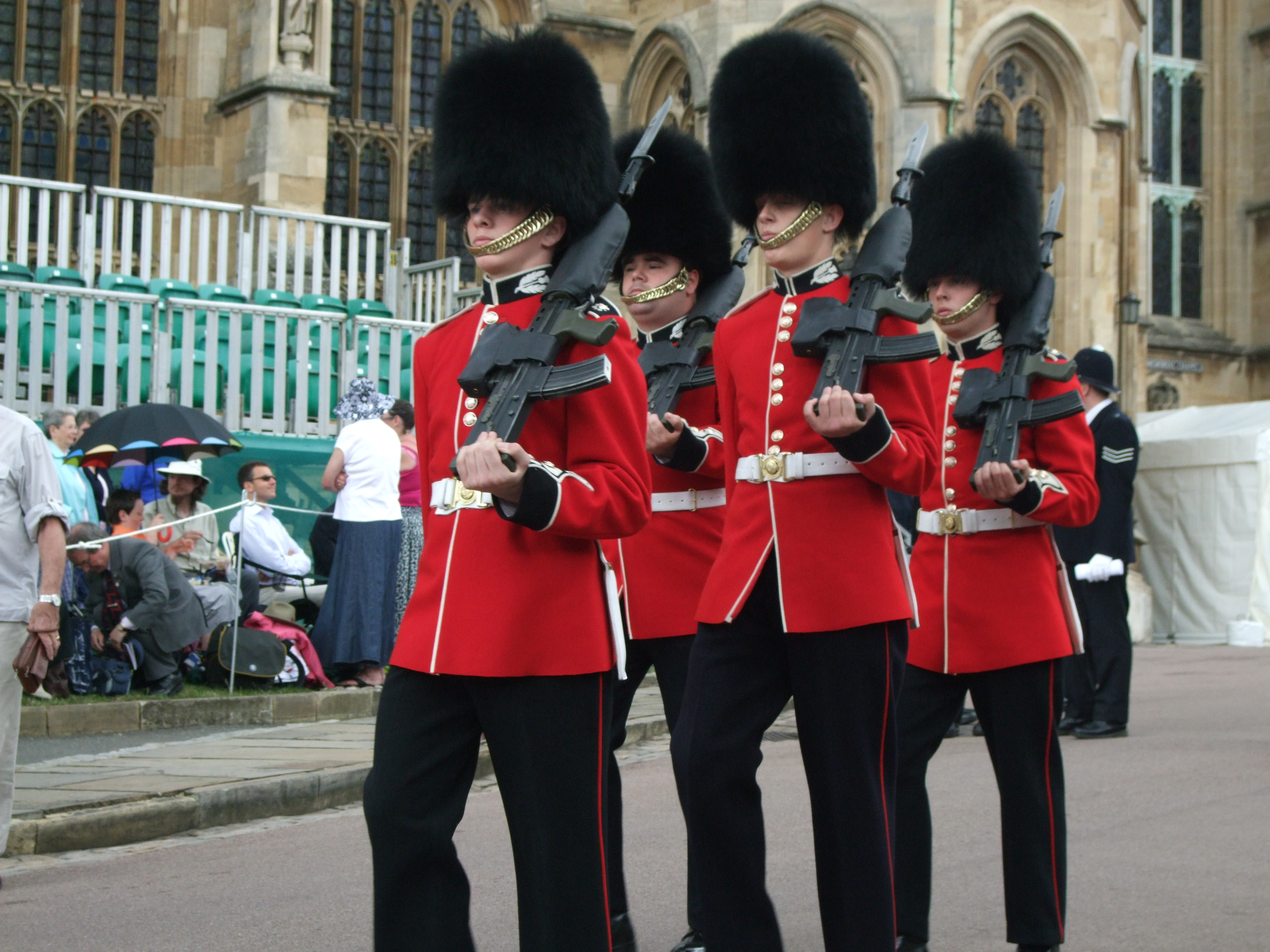
L’ancienne garde de la reine à Windsor.

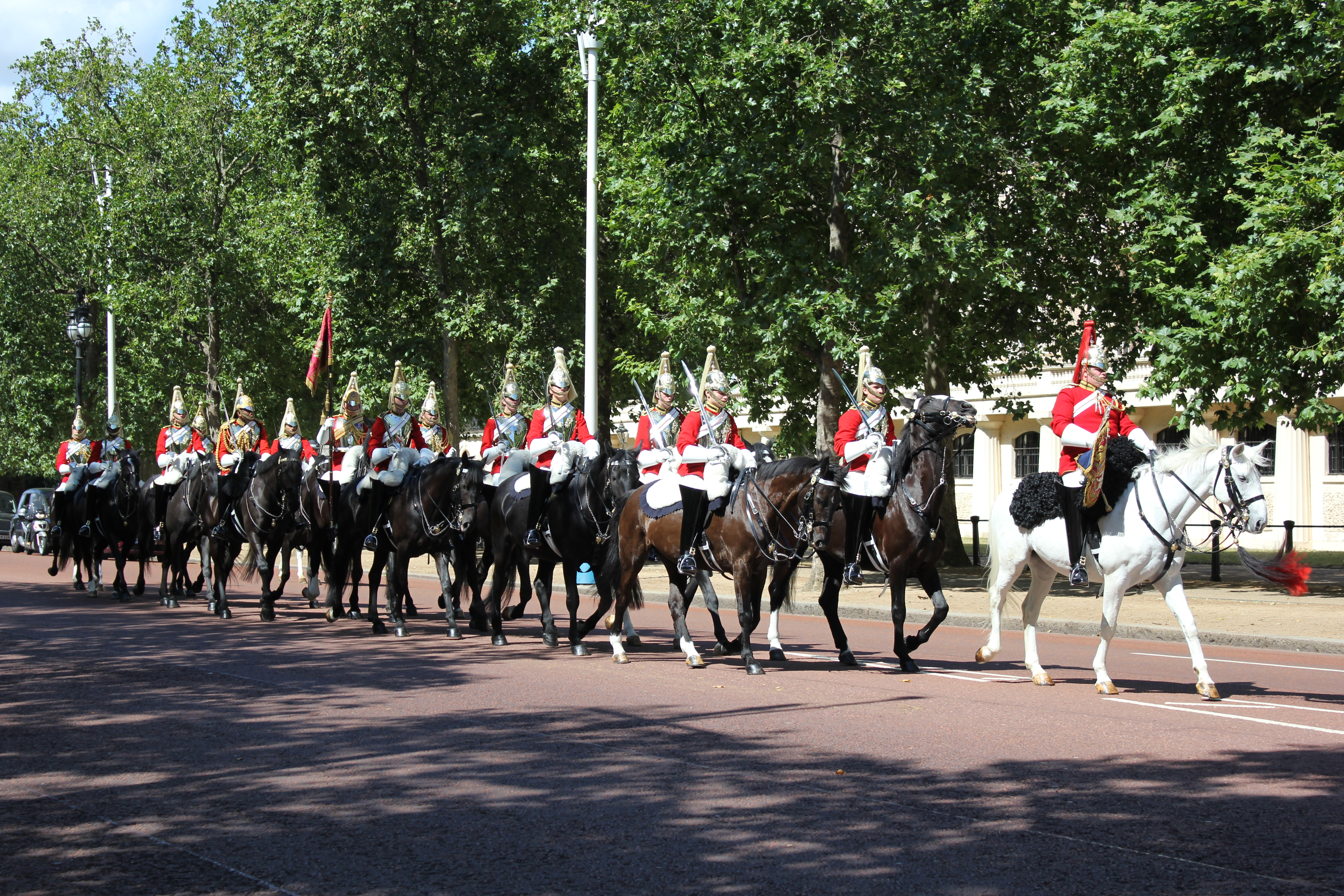
La garde à cheval fondée par la Household Cavalry s'appelle le King's Life Guard.

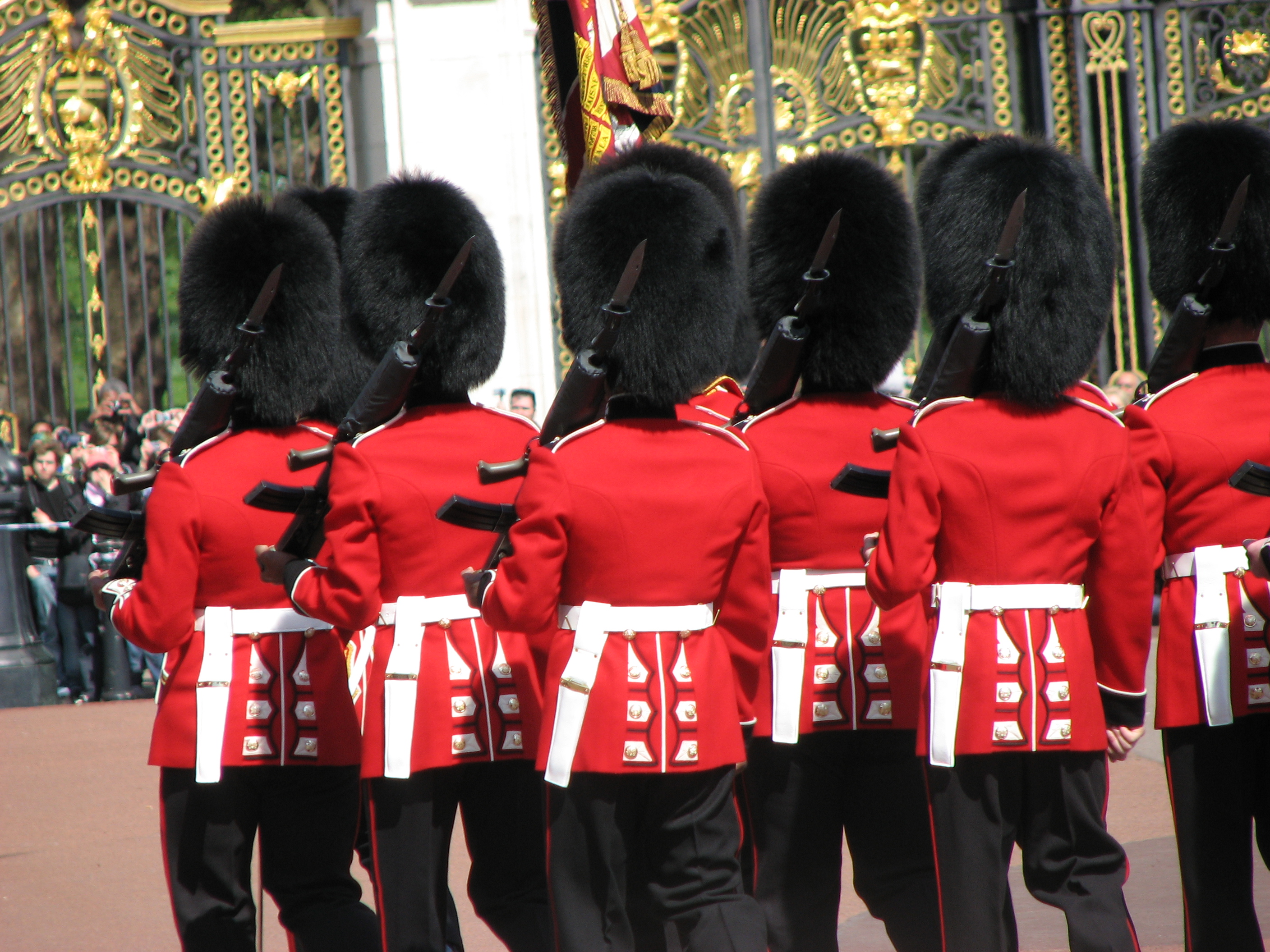
La garde à pied fondée par l'infanterie s'appelle la Garde du Roi.

La Garde du Roi, les gardes britanniques et la Garde du corps du roi (appelée Garde de la reine et Garde du corps de la reine lorsque le monarque régnant est une femme) sont les noms donnés aux unités d'infanterie et de cavalerie chargés de garder les résidences royales officielles au Royaume-Uni. L'armée britannique a des régiments de Horse Guards et de Foot Guards antérieurs à la Restauration anglaise (1660), et depuis le règne de Charles II, ces régiments sont chargés de garder les palais du souverain. Les gardes sont des soldats pleinement opérationnels.

## Zone d'exploitation
La garde du roi, les gardes britanniques et la garde du corps du roi sont présentes dans les résidences royales qui relèvent de la zone d'opération du district de Londres de l'armée britannique, qui est responsable de l'administration de la division des ménages. Cela couvre le palais de Buckingham, Clarence House, le palais St James et la tour de Londres, ainsi que le château de Windsor. La garde du roi est également présente à l'autre résidence officielle  du souverain, le palais de Holyroodhouse, mais pas aussi souvent qu'à Londres. À Édimbourg, la garde est sous la responsabilité du bataillon d'infanterie résident à Redford Barracks. Elle n'est pas présente dans les résidences privées du roi à Sandringham ou Balmoral.
La Garde du roi est le nom donné au contingent d'infanterie chargé de garder Buckingham Palace et St James's Palace (y compris Clarence House) à Londres. La garde est composée d'une compagnie de soldats d'un même régiment, qui est scindée en deux, constituant un détachement pour Buckingham Palace et un détachement pour St James's Palace. Comme la résidence officielle du Souverain est toujours St James's, le commandant de la garde (appelé le capitaine de la garde) y est basé, ainsi que les couleurs du régiment. Lorsque le souverain est en résidence, la garde compte trois officiers et quarante autres gradés, avec quatre sentinelles postées chacune au palais de Buckingham (sur le parvis) et au palais St James (deux à Friary Court, deux à l'entrée de Clarence House). Cela se réduit à trois officiers et 31 OR (en), avec deux sentinelles chacune, lorsque le Souverain n'est pas en résidence. La garde du roi n'est pas de nature purement cérémonielle. Ils fournissent des sentinelles pendant la journée et la nuit, et pendant les dernières heures, ils patrouillent dans les jardins du Palais. Jusqu'en 1959, les sentinelles du palais de Buckingham étaient postées à l'extérieur de la clôture. Cela s'est arrêté à la suite d'un incident impliquant une touriste et un garde de Coldstream - en raison du harcèlement continu provoqué par les touristes, le garde a donné un coup de pied à cette dernière à la cheville alors qu'elle marchait. La touriste a porté plainte à la police et la sentinelle a été confinée à la caserne pendant dix jours. Peu de temps après, les sentinelles ont été déplacées à l'intérieur de la clôture.

### Postes

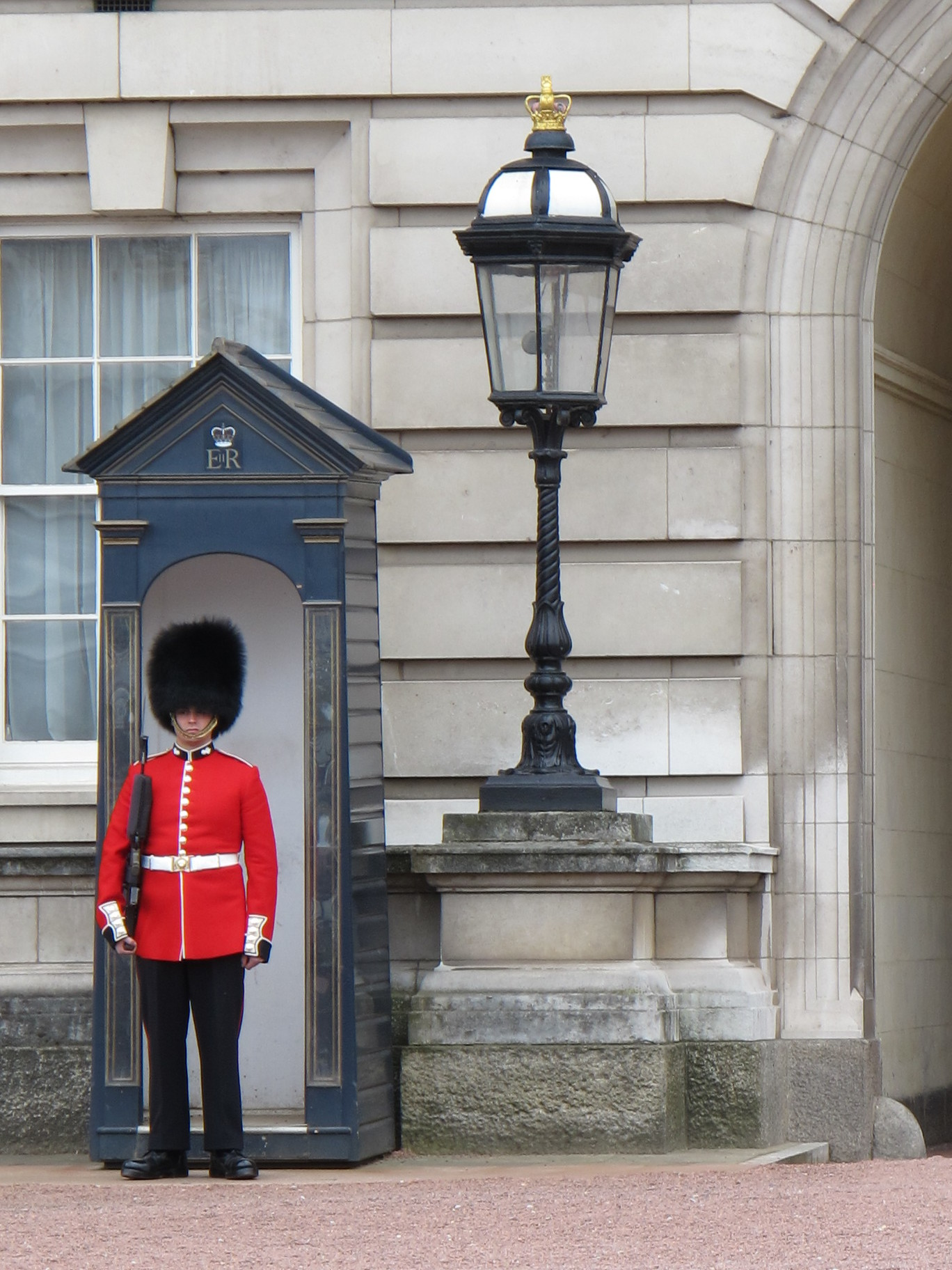
Sentinelle des Grenadier Guards postée à l'extérieur du palais de Buckingham.

À tout moment, trois bataillons d'infanterie sont affectés à des fonctions publiques ; deux d'entre eux sont des bataillons de la Garde (un basé à Wellington Barracks à côté de Buckingham Palace et un à Victoria Barracks à Windsor), tandis que le troisième est une unité d'infanterie de ligne (basée à la Royal Artillery Barracks, Woolwich). En outre, il existe trois compagnies supplémentaires basées à la Royal Artillery Barracks et à Wellington Barracks. Toutes ces unités relèvent de l'autorité administrative du district de Londres, et en tant qu'unités de service public, elles participent non seulement aux cérémonies mais s'engagent également à fournir une aide militaire aux autorités civiles.

#### Garde à pied
La garde se trouve généralement dans l'un des cinq régiments de garde à pied :
- Les gardes des grenadiers
- Les gardes du Coldstream
- Les gardes écossais
- Les gardes irlandais
- Les gardes gallois

De plus, le régiment de la RAF prend en charge la garde pendant environ trois semaines par an. Le Queen's Color Squadron représente l'ensemble de la RAF (Royale Air Force) car les unités qui montent la garde doivent être formées à l'infanterie. Cependant, en théorie, n'importe quelle unité du Commonwealth peut fournir la garde. À de nombreuses reprises, les Gurkhas, le RAF Regiment et les Royal Marines ont fourni la garde, tandis qu'une poignée d'unités d'autres pays du Commonwealth l'ont également fait (voir ci-dessous). Une seule unité est venue d'un pays du Commonwealth dont la reine n'est pas chef d'État, à savoir le 1er bataillon, Royal Malay Regiment, en 2008.

#### Gurkhas, Royal Marines, RAF Regiment et Royal Navy

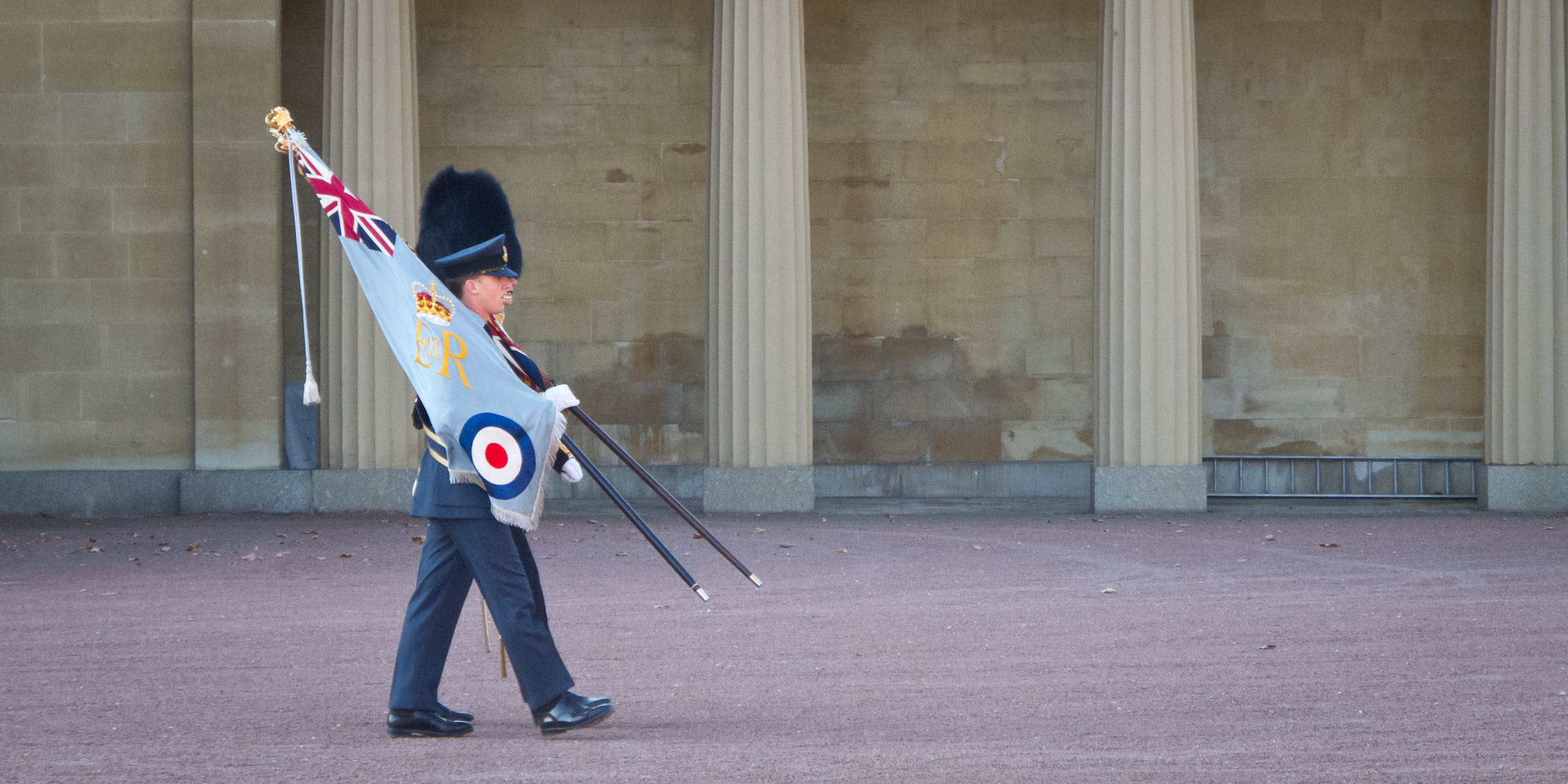
Le porte-drapeaux du régiment de la RAF défile avec la couleur de la reine.

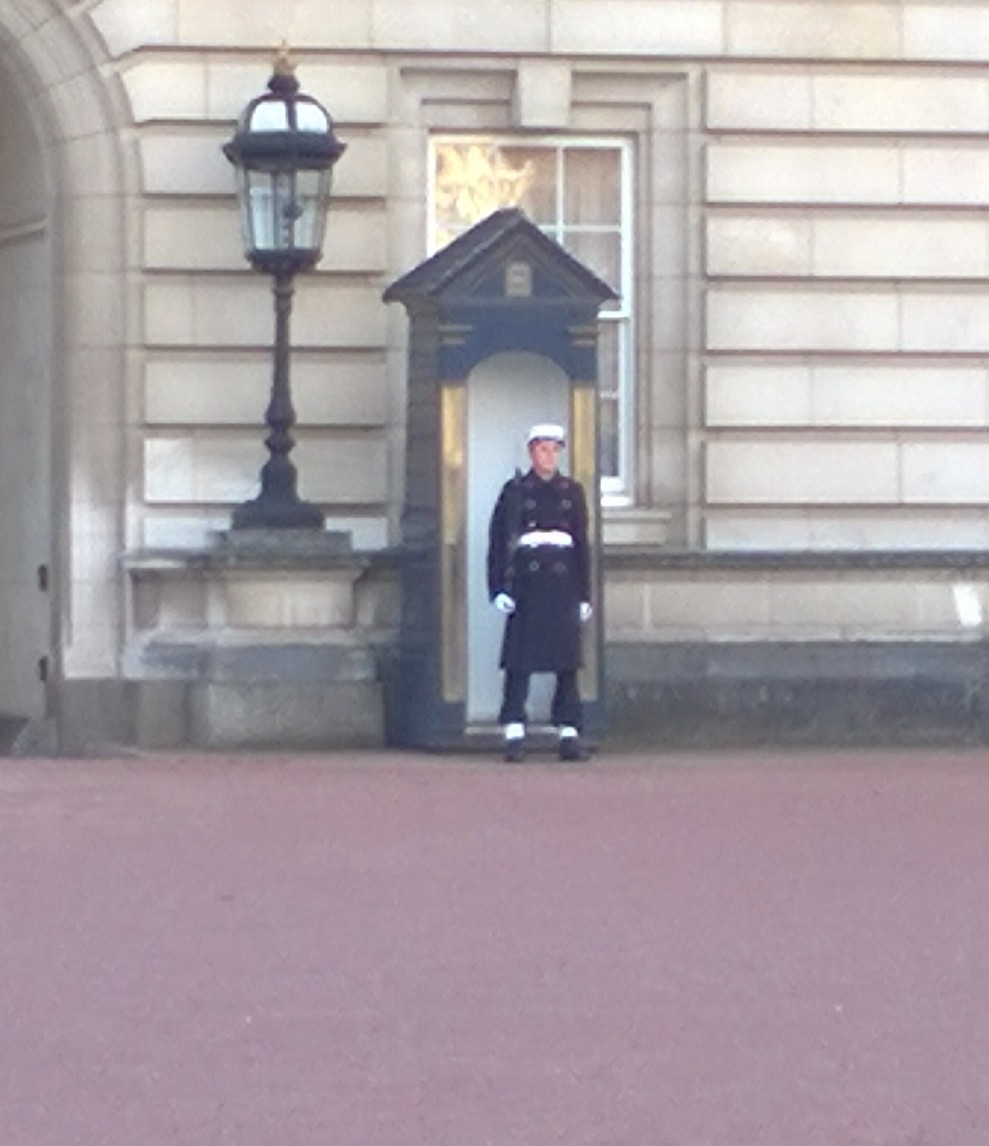
Une sentinelle de la Royal Navy en garde au palais de Buckingham.

Voici une liste des unités des Gurkhas et des Royal Marines qui ont monté la Garde de la Reine depuis la Seconde Guerre mondiale :
- 1er Bataillon, 7th Duke of Edinburgh's Own Gurkha Rifles, décembre 1971
- 1er bataillon, 10th Princess Mary's Own Gurkha Rifles, octobre 1973
- 2e Bataillon, 2e King Edward VII's Own Gurkha Rifles (The Sirmoor Rifles), novembre 1975
- 1er Bataillon, 6th Queen Elizabeth's Own Gurkha Rifles, août 1977
- 41 Commando, Royal Marines, novembre 1978
- 42 Commando, Royal Marines, juillet 1986
- 1er Bataillon, Royal Gurkha Rifles, août 1996
- 42 Commando, Royal Marines, juin 2014
- Brigade de Gurkhas, mai 2015[4]
- 10 Queen's Own Gurkha Logistic Regiment, mai-juillet 2019[5].

Le régiment de la RAF a une unité de cérémonie dédiée, le Queen's Color Squadron ; cette unité représente la RAF chaque fois qu'elle fournit la Garde de la Reine.
En novembre 2017, la Royal Navy a monté la garde avec un détachement de la taille d'une Compagnie formé de volontaires de 45 navires et établissements à terre pendant deux semaines, la première fois que la Royal Navy avait formé la Garde de la Reine à part entière (plutôt que d'être représenté par les Royal Marines).

#### Infanterie de ligne
Avant le rapport de l'Options for Change (en), parce qu'il y avait un total de huit bataillons de gardes, il était rare que des bataillons d'infanterie de ligne montent la garde de la reine et cela demeurait un honneur important. Avant 1996, seuls deux bataillons avaient exercé des fonctions publiques dans le cadre d'une tournée opérationnelle dans le district de London. Cependant, lorsque les 2e Bataillons des Grenadier Guards, Coldstream Guards et Scots Guards ont été suspendus, il a été décidé de remplacer l'un des trois bataillons de la garde à pied alors engagé en service public par un bataillon d'infanterie de ligne, afin de lui permettre d'augmenter la proportion de ses efforts consacrés à la formation pour les rôles opérationnels. De 1996 à 2013, un bataillon d'infanterie de ligne était stationné à Londres (d'abord à Hounslow, puis à Woolwich) sous le commandement du district de Londres :
| 1er bataillon, 22e régiment (Cheshire)                                              | 1986–1988  |
| 1er bataillon, régiment du roi                                                      | 1992–1996  |
| 1er bataillon, The Royal Regiment of Wales (24th/41st Foot)                         | 1996–1997  |
| 1er bataillon, The Duke of Wellington's Regiment (West Riding)                      | 1998–2000  |
| 1er bataillon, The Devonshire and Dorset Regiment                                   | 2000–2001  |
| 1er bataillon, The Royal Gloucestershire, Berkshire and Wiltshire Regiment          | 2002–2005  |
| 1er bataillon, The Worcestershire and Sherwood Foresters Regiment (29th/45th Foot)  | 2005–2007. |
| 2e bataillon, The Mercian Regiment (Worcesters and Foresters)                       | 2007–2008  |
| 2e bataillon, The Royal Regiment of Fusiliers                                       | 2008–2010  |
| 2e bataillon, The Princess of Wales's Royal Regiment (Queen's and Royal Hampshires) | 2011-2013. |

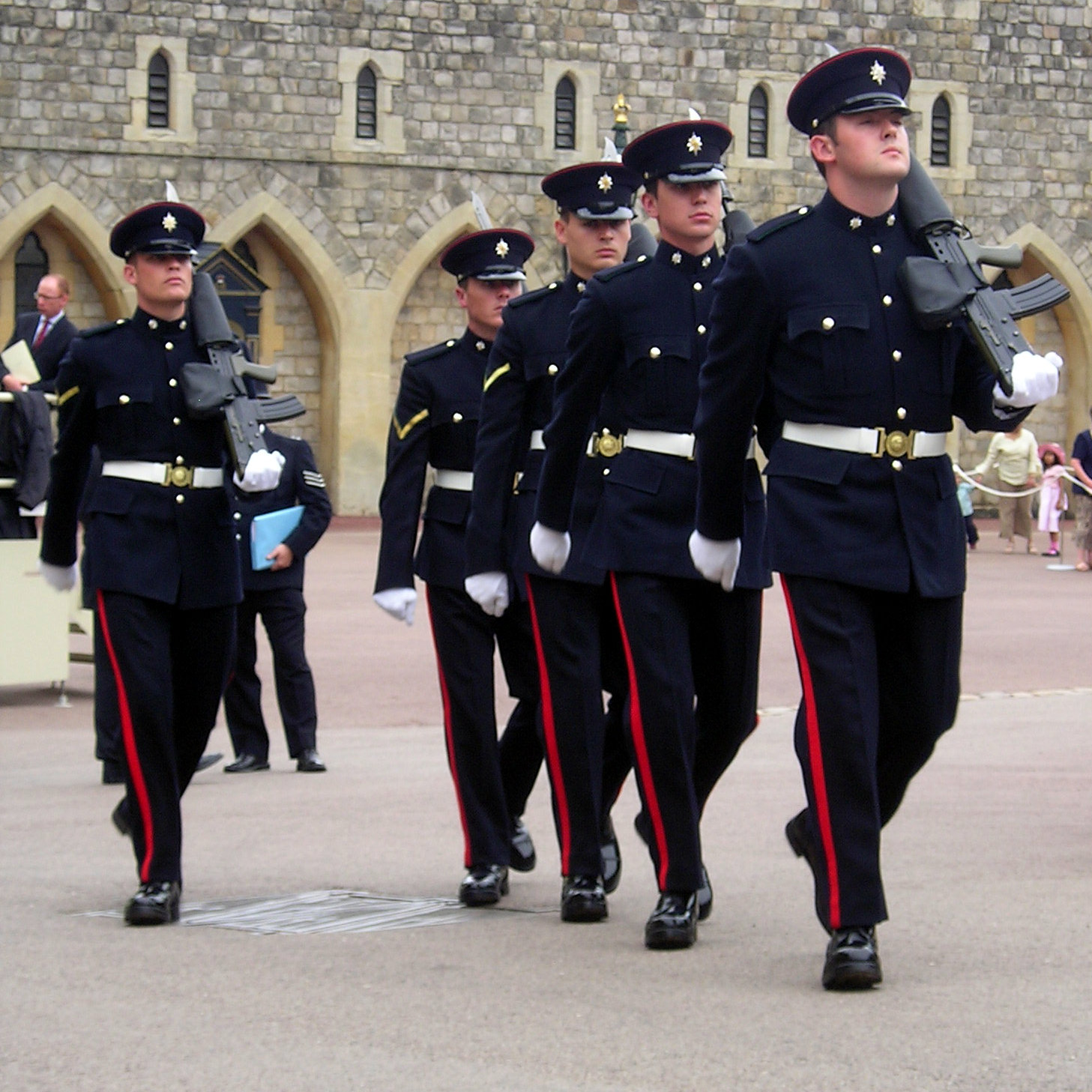
Des sentinelles du Worcestershire and Sherwood Foresters Regiment postées à Windsor.

Depuis 2013, la responsabilité des tâches publiques régulières est revenue à la Division Domestique. Cependant, les unités d'infanterie de ligne fournissent occasionnellement la garde pendant de courtes périodes. À l'été 2018, la Balaklava Company, l'unité dédiée aux fonctions publiques du Royal Regiment of Scotland, et le 2nd Battalion, The Rifles, ont tous deux fourni la garde au palais de Buckingham et au château de Windsor,.

#### Armée territoriale / Réserve de l'armée
En 1938, l'Honourable Artillery Company, une unité de l'armée territoriale, fournit la garde du roi. Le même régiment a ensuite fourni la garde de la reine en 1958. Au cours des années 1990, la fanfare de l'Honorable Artillery Company a fourni un soutien musical à la Garde de la Reine, et elle continue de le faire au XXIe siècle,. En juin 2015, des soldats du 3e bataillon, Royal Welsh, ont fourni le détachement de la tour de Londres de la garde de la reine.

#### Home Guard
Le 14 mai 1941, la Home Guard fournit la King's Guard, en reconnaissance du premier anniversaire de sa fondation. Cela a été répété en mai 1943.

### Buckingham Palace, St James's Palace et la Tour de Londres

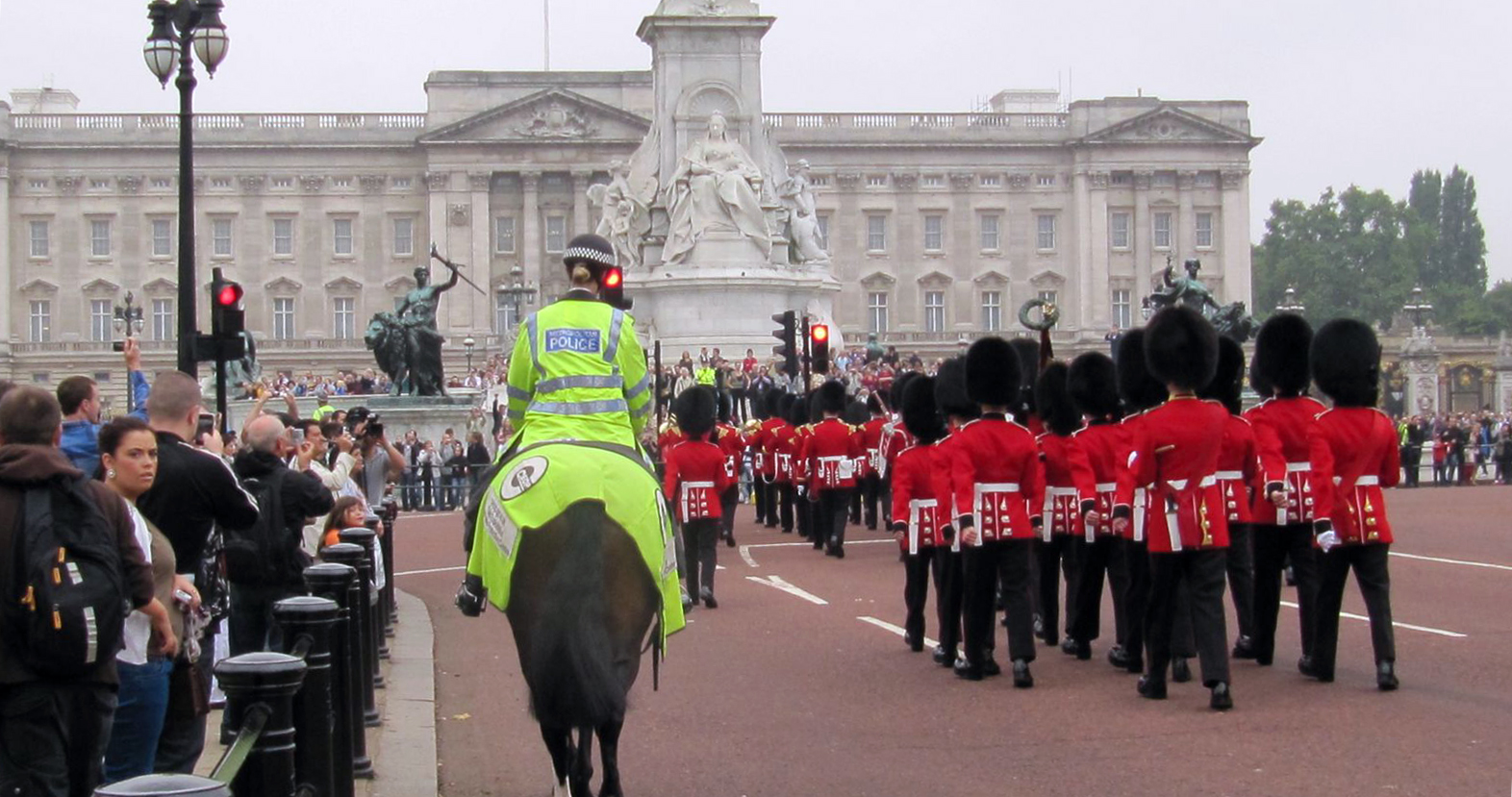
Relève de la garde au palais de Buckingham.

Il y a deux détachements de la Queen's Guard à Londres, un pour Buckingham Palace et un pour le St James's Palace, sous le commandement du capitaine de la Queen's Guard. Parce que le palais Saint-Jacques est toujours la résidence officielle de la cour, c'est ici que les couleurs résident et que le capitaine de la garde établit son quartier général.
La garde de la reine à Londres change sur le parvis du palais de Buckingham à 11h00 tous les jours au début de l'été et quatre fois par semaine sinon.
Le détachement du palais St James de la garde de la reine, dirigé généralement par le corps des tambours et portant les couleurs (si la reine est en résidence, alors ce seront les couleurs de la Reine ; si elle ne l'est pas, alors ce seront les couleurs du régiment), marche le long de The Mall jusqu'au palais de Buckingham, où le détachement du palais de Buckingham s'est formé pour attendre leur arrivée. Ces deux détachements sont l'ancienne garde. Pendant ce temps, la nouvelle garde se forme et attend l'inspection de l'adjudant sur le terrain de parade de la caserne Wellington. La fanfare, après avoir été inspectée par l'adjudant, forme un cercle pour jouer de la musique pendant que le nouveau garde est inspecté. La garde fournit une fanfare militaire complète composée de pas moins de 35 musiciens (généralement, mais pas toujours, de l'un des régiments de la garde) dirigés par leur directeur de la musique. Lorsque la nouvelle garde est formée, dirigée par la fanfare, elle traverse le parvis du palais de Buckingham. Une fois sur place, la nouvelle garde avance vers l'ancienne garde au ralenti et s'arrête. L'ancienne garde présente les armes, suivie de la nouvelle garde présentant les armes. Les capitaines des gardes marchent les uns vers les autres pour la remise des clés du palais. Les nouveaux reliefs sont conduits vers les salles de garde du palais de Buckingham et du palais St James où de nouvelles sentinelles sont postées.
Pendant ce temps, la fanfare se place près de la porte centrale, formée en demi-cercle, où elle joue de la musique pour divertir la nouvelle et l'ancienne garde ainsi que les foules qui regardent. Pendant cette période, les deux couleurs régimentaires sont défilées de haut en bas par les enseignes (généralement des officiers subalternes de grade de sous-lieutenant ou équivalent). Une fois l'ancienne et la nouvelle garde formées à nouveau, l'ancienne garde et la fanfare traversent les portes centrales au pas de leur marche lente régimentaire jouée par la fanfare. À la fin de cette parade, le capitaine de l'ancienne garde donne le mot d'ordre de « faire irruption dans le temps rapide » et avec un roulement rapide de cinq pas des tambours, la fanfare ramène le chemin vers la caserne Wellington.

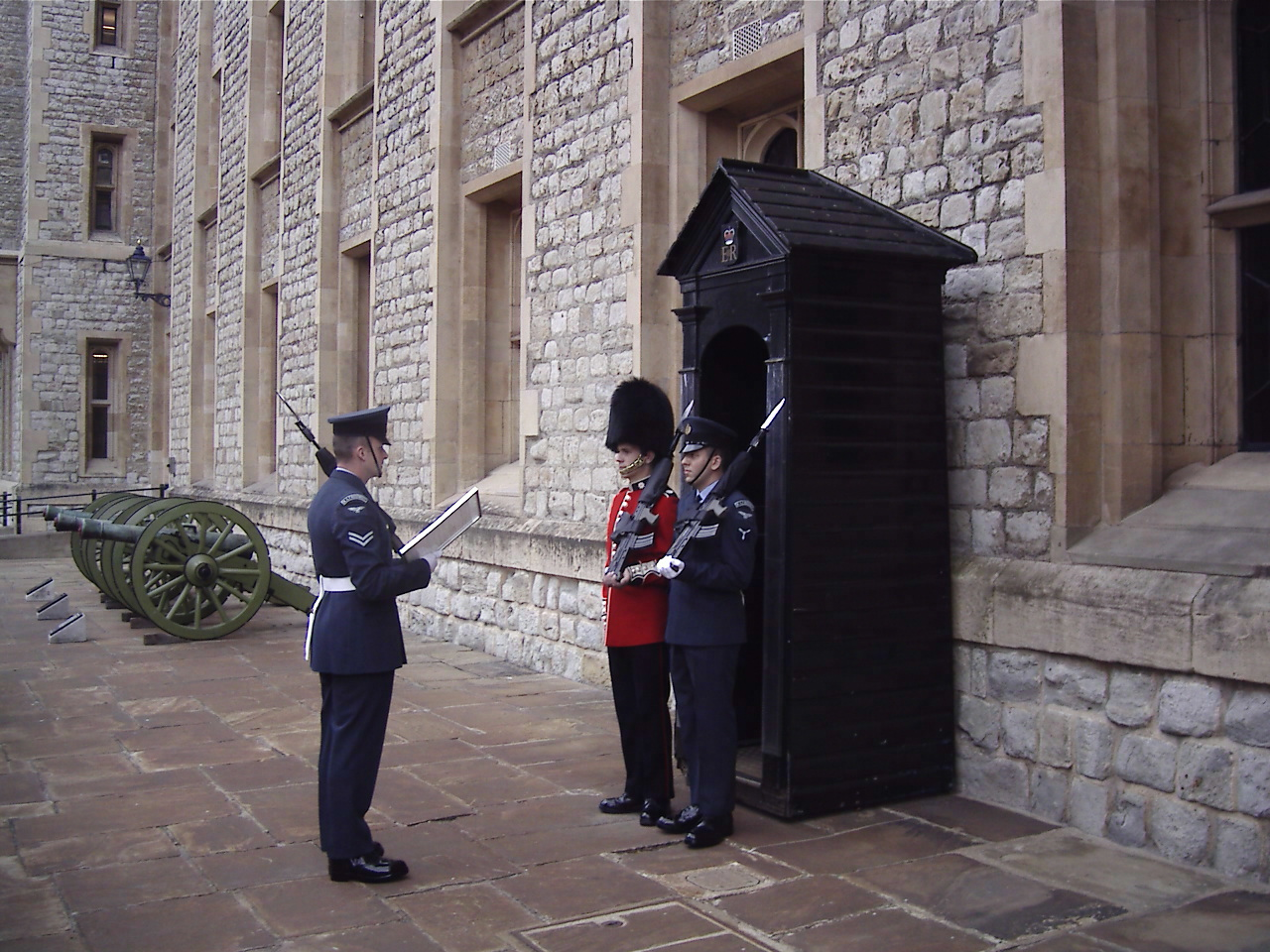
Anciennes et nouvelles sentinelles (Coldstream Guards et Queen's Color Squadron) postées à la Tour de Londres.

Un détachement du régiment de garde à Buckingham Palace et St James's Palace est également chargé d'assurer la garde à la Tour de Londres. Comme la Tour est toujours officiellement une résidence royale et qu'elle est aussi l'emplacement des joyaux de la couronne, il reste l'obligation de l'armée de la garder. La garde de la tour compte un officier, trois sous-officiers et dix soldats, et poste généralement une sentinelle à l'extérieur de la Jewel House et une à l'extérieur de la Queen's House. Comme la protection de la Tour est de leur responsabilité (en collaboration avec les Yeomen Warders), le garde doit également veiller à ce qu'elle soit sécurisée la nuit (voir Cérémonie des Clés).

### Château de Windsor
L'un des bataillons de service public ou des compagnies supplémentaires est chargé de fournir la garde au château de Windsor. Le lieu de la cérémonie à Windsor varie ; à Pâques, lorsque la reine est en résidence, elle se déroule généralement sur la pelouse du quadrilatère du château. Par temps humide ou en hiver, pour protéger la pelouse, ou lorsque la reine ne tient pas sa cour au château de Windsor, la cérémonie a lieu à l'extérieur de la salle des gardes près de la passerelle d'Henri VIII au pied de Castle Hill.
La cérémonie de relève de la garde de Windsor est globalement la même que celle qui se déroule au palais de Buckingham. À 10 h 40, la nouvelle garde part de Victoria Barracks, traverse Windsor et tourne à gauche, remontant Castle Hill pour entrer dans le quartier inférieur. À Pâques, et lorsque la reine tient sa cour au château, les Gardes changent dans le quartier supérieur sur l'herbe.
Lors d'un changement de garde normal, la nouvelle garde arrive vers 11 heures, une fois que la vieille garde s'est formée à l'extérieur de la salle des gardes. Une fois que les deux gardes et le groupe de service (il n'y a pas de groupe de service le dimanche) sont présents, l'ancien garde et le nouveau garde se présenteront les armes, entrecoupés d'appels de clairon - les officiers iront alors l'un vers l'autre et se toucheront symboliquement les mains gauches pour "remettre les clés du château" (bien qu'aucune clé réelle ne soit plus remise). Les gardes inclineront ensuite les bras et les relèves seront formées pour faire le tour du château et changer les sentinelles - pendant ce processus, le groupe joue généralement une sélection de musique. Une fois la relève revenue, la vieille garde se reforme, prête à retourner à Victoria Barracks. La fanfare les emmène tandis que le nouveau garde présente les armes. Une fois l'ancien garde parti, le nouveau garde est renvoyé dans la salle de garde où il sera basé pendant les prochaines 24 à 48 heures - toutes les deux heures, la relève de la garde sortira et changera les sentinelles.

### Lepiquetde banque

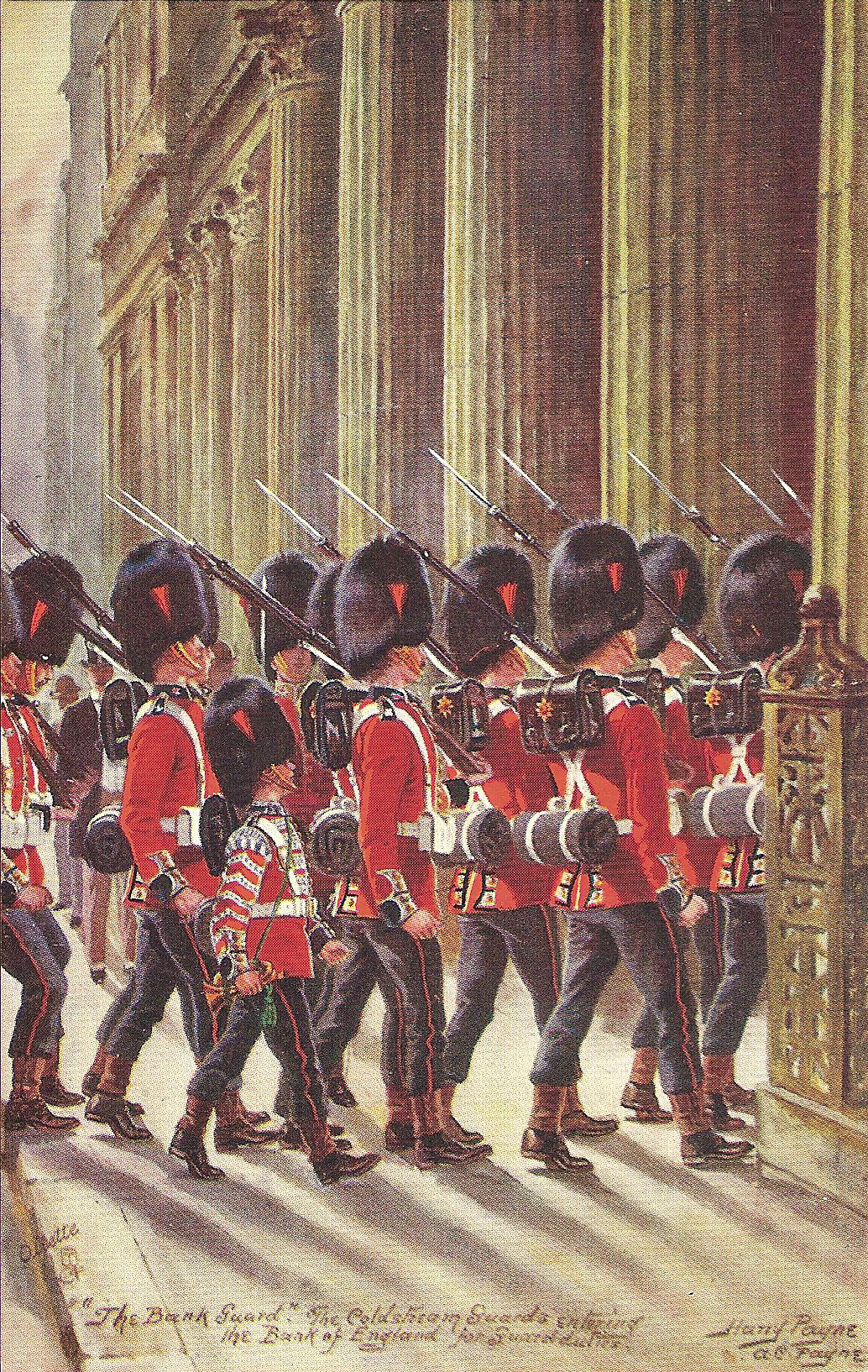
Un détachement des Coldstream Guards arrivant à la Banque d'Angleterre pour la garde en 1906.

Pendant les émeutes de Gordon en 1780, un détachement des Foot Guards a défendu avec succès la Banque d'Angleterre contre une foule violente. Depuis, la banque paye un détachement de soldats, généralement fourni par la brigade des gardes, pour défendre la banque. À partir de 1780, le détachement a marché depuis sa caserne, d'abord depuis la Tour de Londres, plus tard Wellington ou Chelsea Barracks, bien que par mauvais temps, le détachement soit envoyé par un train normal du métro de Londres[pas clair].
Avec une relève de la garde à 15 heures, chaque garde se composait d'un officier, d'un sergent, d'un caporal, d'un caporal suppléant, de huit gardes et d'un batteur ; à l'origine, la garde comptait trente gardes.
Une fois à la banque, il y avait deux postes de garde, un à l'extérieur du Counting House Parlour et un autre à l'extérieur des coffres à lingots. L'officier recevait une demi-bouteille de porto et le droit d'inviter un ami ou deux à dîner à la banque. Les autres rangs recevaient une pinte de bière avec leur dîner et un shilling flambant neuf, deux pour un sergent, pour acheter du thé et un gâteau à la cantine. La Garde portait des tennis à la Banque.
À partir de 1963, le Picquet de la Banque se déplace en véhicule en tenue de service et armé d'armes automatiques, l'accent étant mis sur la sécurité passant du déploiement cérémoniel au déploiement tactique. L'amélioration des dispositifs de sécurité et la police armée ont rendu la garde inutile et le service a pris fin le soir du 31 juillet 1973.

### Édimbourg

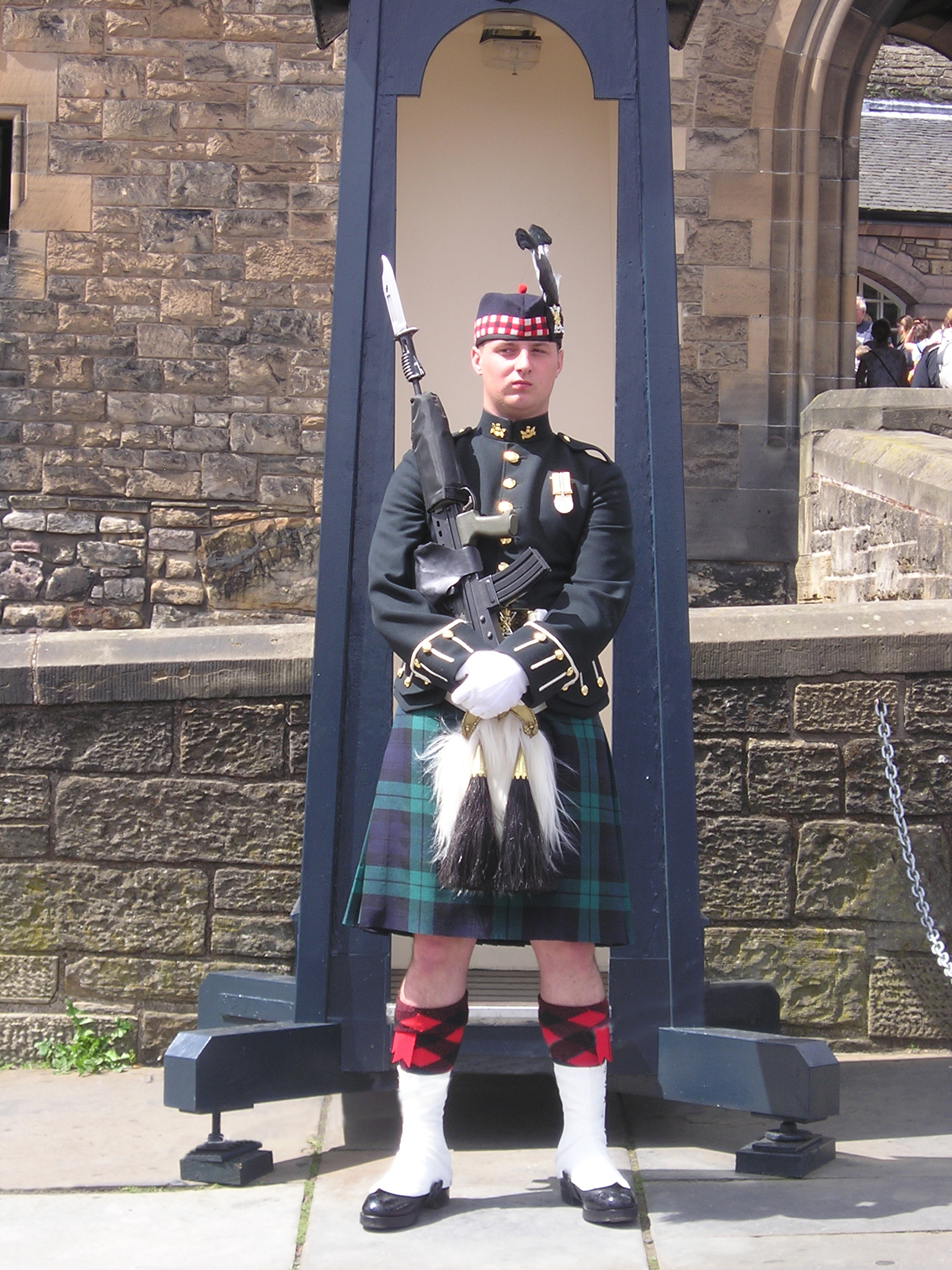
Une sentinelle du Royal Regiment of Scotland postée sur l'Esplanade à l'extérieur du château d'Édimbourg.

La Garde est également à Édimbourg au Palais de Holyrood, résidence officielle de la reine en Écosse, et au château d'Édimbourg. Contrairement à Londres, il n'y a pas de bataillon de la Garde basé en permanence dans la ville, de sorte que la Garde est fournie par le bataillon d'infanterie résident qui se trouve à Redford Barracks dans la ville. La garde n'est pas présente tout au long de l'année - elle est généralement déployée quotidiennement pendant la semaine que la reine passe au palais (avant ses vacances d'été à Balmoral) et pendant la semaine du Lord Commissaire. Jusqu'en 2001, des sentinelles étaient postées en permanence sur l'Esplanade à l'entrée du château, de façon apparente, comme les gardes des Honneurs de l'Écosse logés à l'intérieur. Les sentinelles étaient changées toutes les heures. Cependant, les réductions de la taille de l'armée ont conduit à l'abolition de la garde permanente du château ; maintenant, la garde est montée en même temps que la garde au palais, ou lorsqu'il y a un visiteur royal à Édimbourg. Des sentinelles sont également postées pendant le mois du Edinburgh Military Tattoo, généralement provenant d'une unité qui fête son anniversaire cette année-là.
Dans le cadre de la réorganisation de l'infanterie à la suite de la revue de défense de 2003, les 1er et 2e bataillons du Royal Regiment of Scotland (les Royal Scots Borderers et les Royal Highland Fusiliers) étaient basés en permanence à Édimbourg, tournant entre la 19e Brigade légère ou la 52e Brigade d'infanterie. Quel que soit le bataillon affecté à la 52e brigade, il était chargé d'exercer des fonctions publiques à Édimbourg.
Dans le cadre de l'examen de la défense de 2010, les annonces de nouvelles réformes de l'infanterie ont conduit à la réduction du 5e bataillon, Royal Regiment of Scotland à une compagnie incrémentale, similaire aux trois compagnies de gardes à pied stationnées à Londres, qui est maintenant des fonctions publiques unité basée en permanence en Ecosse.

#### Sentinelles / garde d'honneur des fanfares militaires d'Édimbourg
- 1998 : 1er bataillon, The King's Own Scottish Borderers
- 1999 : 1er bataillon, The Argyll and Sutherland Highlanders (Princess Louise's)
- 2000 : 1er bataillon, The Argyll and Sutherland Highlanders (Princess Louise's)
- 2001 : 1er bataillon, l'infanterie légère
- 2002 : 1er bataillon, The Highlanders (Seaforth, Gordons et Camerons)
- 2003 : 1er bataillon, The Royal Scots (The Royal Regiment)
- 2004 : Le régiment royal de Gibraltar
- 2005 : Réserve navale royale
- 2006 : The Argyll and Sutherland Highlanders, 5e Bataillon The Royal Regiment of Scotland
- 2007 : 40 Régiment, Artillerie royale
- 2008 : Hans Majestet Kongens Garde
- 2009 : The Highlanders, 4e bataillon du Royal Regiment of Scotland
- 2010 : 3e bataillon, les fusiliers
- 2011 : The Royal Highland Fusiliers, 2e bataillon The Royal Regiment of Scotland [24]
- 2012 : The Black Watch, 3e bataillon du Royal Regiment of Scotland
- 2013 : The Black Watch, 3e bataillon du Royal Regiment of Scotland
- 2014 : Marine royale
- 2015 : Royal Scots Dragoon Guards (mousquetons et gris)
- 2016 : 1er bataillon, Scots Guards
- 2017 : Régiment de la Royal Navy / RAF
- 2018 : Régiment de la RAF
- 2019 : 7 Régiment, Corps royal de logistique

### Incidents
La garde de la reine est un poste opérationnel, dont le but principal est de protéger le souverain. Il y a eu quelques incidents lorsque cette protection a été testée. En 1982, un homme du nom de Michael Fagan a réussi à échapper aux sentinelles stationnées dans l'enceinte du palais de Buckingham et à se rendre dans la chambre de la reine, avant d'être capturé par la police. Dans ce cas, la sécurité de la chambre de la reine était la tâche de la police métropolitaine. En 2004, un membre du groupe de pression Fathers 4 Justice a passé cinq heures et demie debout sur le parapet près du balcon à l'avant du palais de Buckingham. Encore une fois, la sécurité était la principale responsabilité de la police métropolitaine. Bien que la reine n'était pas présente à l'époque, cela a fait craindre la possibilité d'une attaque terroriste contre le palais et a donné lieu à des appels pour que l'armée britannique participe davantage à la sécurité globale de la famille royale[réf. nécessaire].

### Procédure en poste

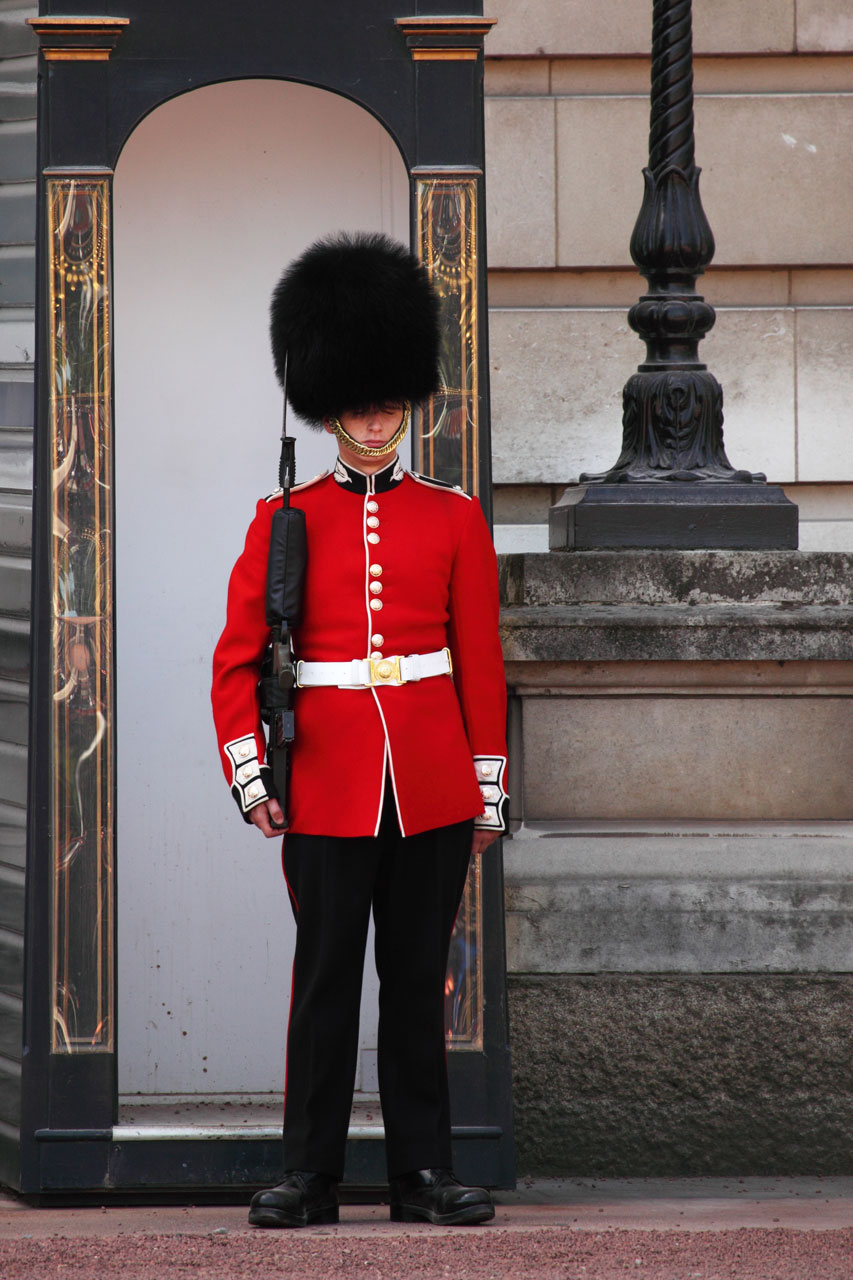
Une sentinelle des Scots Guards au palais de Buckingham.

Une sentinelle sera de service « à son poste » pendant deux heures. Toutes les 10 minutes, elle se met au garde-à-vous, incline les bras et effectue une marche de 15 pas sur la zone du poteau. Chaque sentinelle fait cela quatre à cinq fois avant de s'arrêter. Il épaule alors les bras et se tient à l'aise. Se mettre debout de façon informelle (Standing Easy) n'est pas permis si une sentinelle est en poste. Les ordres de service de sentinelle lus avant chaque «tour de service» de 2 heures, précisent clairement que : « vous ne pouvez pas manger, dormir, fumer, rester tranquille, vous asseoir ou vous allonger pendant votre tour de service ».
Les sentinelles reçoivent des instructions sur la façon d'éliminer les nuisances ou toute suggestion de menace de la part des membres du public. Il y a un protocole qu'ils suivent qui commence par "l'estampage" (se mettre au garde-à-vous brusquement). Il criera également : "Éloignez-vous de la garde de la reine" ou similaire. Si cela n'élimine pas la nuisance ou la menace, il répétera le timbre et criera à nouveau. Si la nuisance ou la menace ne cesse toujours pas, la sentinelle assumera la position « d'armes bâbord » où elle pointe son fusil vers la source de l'interférence. Si ces avertissements ne sont pas respectés, la sentinelle a alors le choix de détenir la ou les personnes elle-même ou d'appuyer sur le bouton de sa guérite pour demander de l'aide.
Si quelqu'un se trouve devant une sentinelle pendant qu'elle marche, elle criera : « Faites place à la Garde de la Reine ! (ou garde du château / garde de la tour de Londres / garde du château de Windsor, etc.).

### Discipline
Bien que les gardes étaient auparavant positionnés parmi le public, ces derniers temps,[Quand ?] de plus en plus de postes de garde ont été éloignés du public en raison d'incidents impliquant des touristes interférant avec le travail des gardes, ainsi que d'incidents où les gardes ont dû discipliner des touristes pour comportement irrespectueux ou dangereux. En 2012, des images d'un touriste manquant de respect aux gardes sont devenues virales, dans lesquelles un touriste russe a refusé d'arrêter sa tentative d'escalade de la clôture du palais de Buckingham malgré le garde pointant son fusil SA80 sur l'intrus potentiel. Plus récemment, des cordes ont été installées entre les postes de sentinelle du château de Windsor et le public après un incident survenu entre une sentinelle et un touriste qui se moquait de lui, faisant semblant de marcher à ses côtés et finissant par saisir l'épaule sur laquelle reposait son fusil,.
À Londres, les postes de garde les plus récents qui n'étaient pas derrière une sorte de clôture étaient ceux de l'entrée  Pall Mall du palais St James. En décembre 2014, les sentinelles de Pall Mall ont été déplacées à Friary Court à l'intérieur des murs du palais, tandis que les sentinelles de Clarence House ont été repositionnées à l'intérieur de la clôture et à l'entrée des jardins. Cela s'explique par la menace accrue d'attentats terroristes dits de « loup solitaire », en particulier à la suite du meurtre d'un soldat britannique à Woolwich et de l'attaque terroriste contre le Parlement canadien.

### L'agencement des relèves
Les bataillons de service public faisaient partie du regular arms plot (disposition des relèves et la rotation et le déploiement des unités en tant qu'unités, plutôt que le remplacement individuel), un système dans lequel les bataillons d'infanterie étaient périodiquement tournés vers divers endroits et différents rôles. À la suite de la restructuration de l'armée annoncée en 2006, ce système a cessé - les bataillons d'infanterie ont désormais des rôles et des emplacements fixes. En théorie, cela inclut les fonctions publiques à Londres, qui conservera ses deux gardes et un bataillon d'infanterie de ligne. Cependant, pour certaines affectations, y compris les fonctions publiques, les bataillons d'infanterie légère continueront de tourner. Dans le cas des fonctions publiques à Londres, les quatre bataillons de la Garde tourneront tous les deux ans, tandis que le bataillon d'infanterie de ligne tournera avec les bataillons affectés à la 52e brigade d'infanterie et aux forces britanniques de Chypre. Cela a changé à la suite de la mise en œuvre du plan Armée 2020.

### Les femmes et la garde
En avril 2007, les premières femmes en service dans l'armée britannique ont servi dans des détachements de la Garde de la Reine lorsque la troupe royale, la Royal Horse Artillery, a pris la garde du château de Windsor, tandis que l'Army Air Corps assumait des fonctions publiques à Londres[réf. nécessaire].
Ce n'était pas la première fois que des femmes assuraient la Garde de la Reine. En 2000, la Garde de la Fédération australienne a exercé des fonctions publiques à Londres pendant un mois et a inclus plusieurs femmes parmi ses effectifs, dont la toute première femme commandant de la garde. Des policières faisaient également partie du contingent de membres de la Gendarmerie royale du Canada qui ont formé la garde en mai 2012.
La première femme officier d'infanterie à commander la garde de la reine était la capitaine Megan Couto, âgée de 24 ans, du 2e bataillon, Princess Patricia's Canadian Light Infantry, qui a formé la garde de la reine en juin 2017 pour célébrer le 150e anniversaire du Canada.

### D'autres unités du Commonwealth ont monté la garde du roi / de la reine

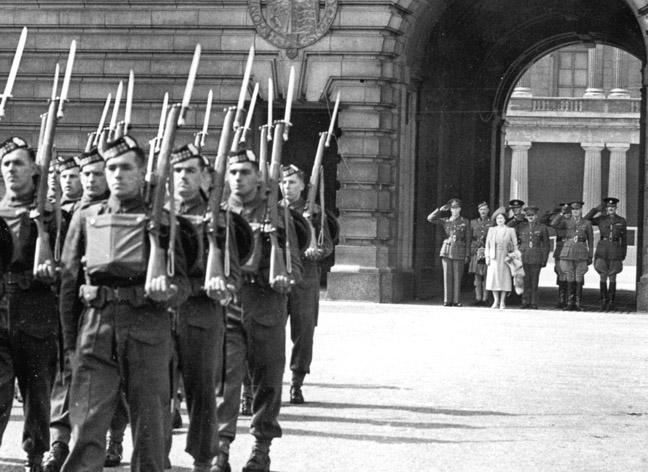
Le Toronto Scottish Regiment monte la garde royale.

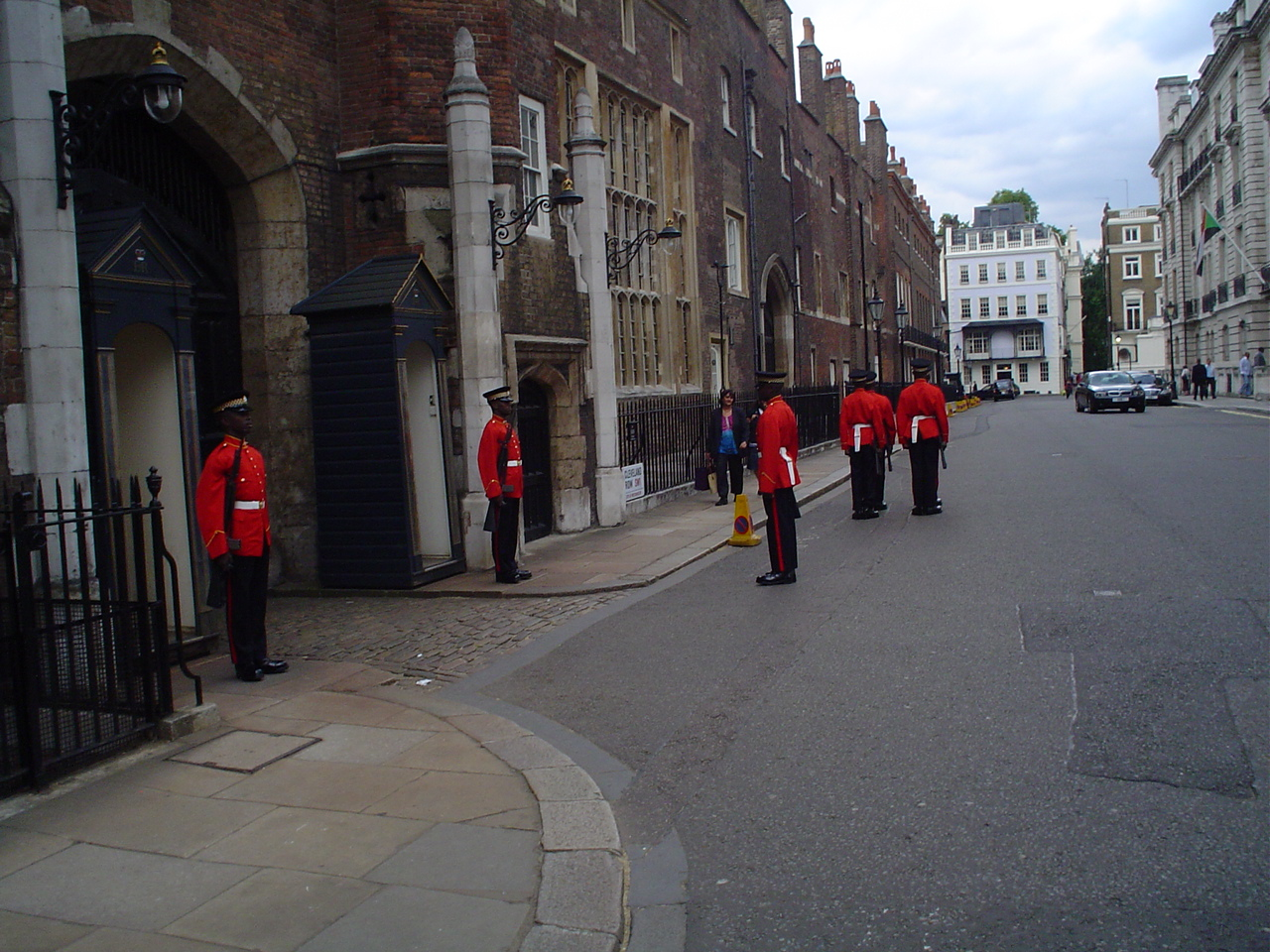
Des sentinelles du Jamaica Regiment sont postées à l'extérieur du palais St James.

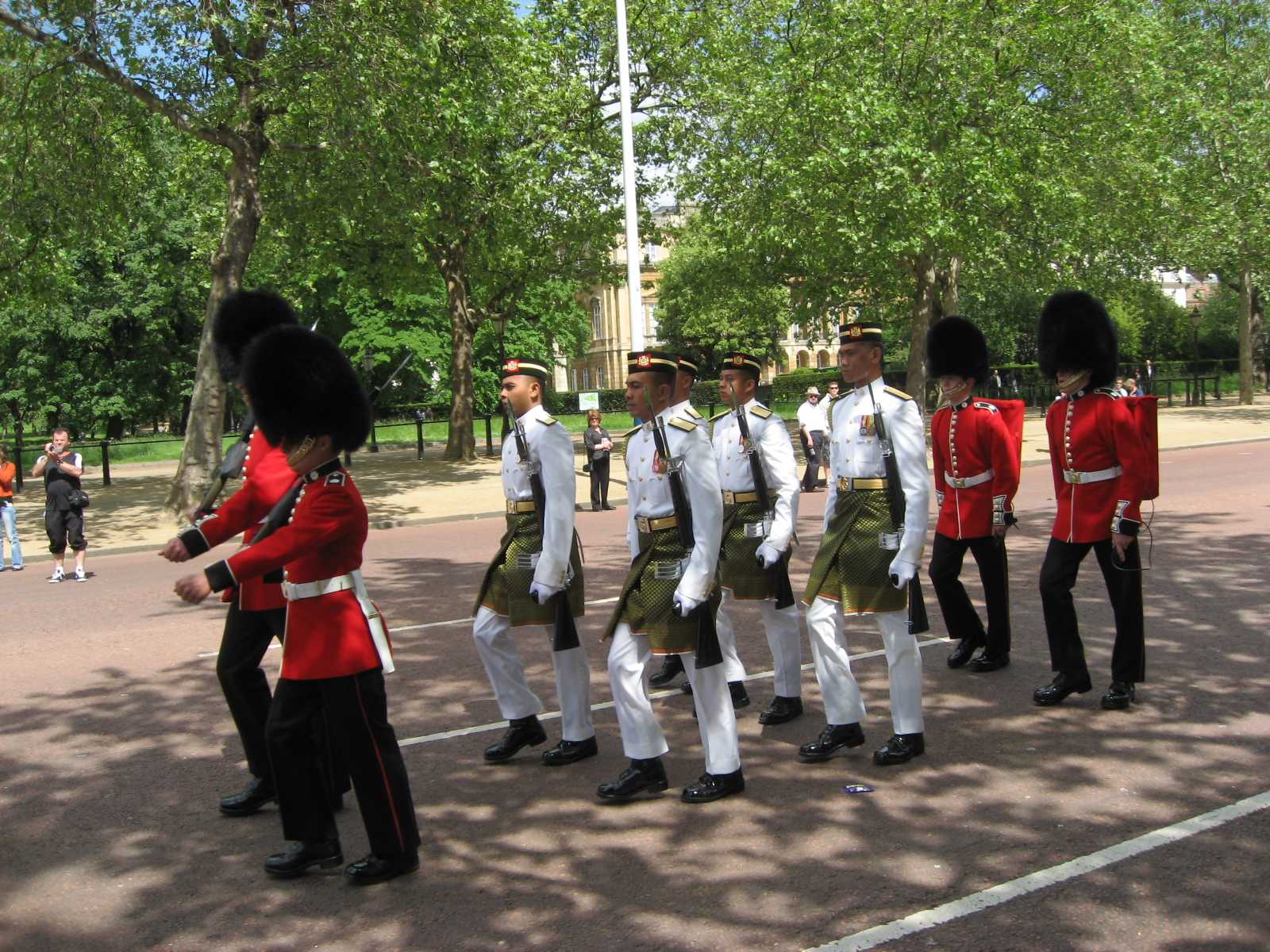
Des soldats du Royal Malay Regiment et des Coldstream Guards défilant au Mall de Londres, 2008.

La liste suivante présente les unités de l'Empire britannique et du Commonwealth qui ont monté la garde du roi ou de la reine.
| Unité | Pays             | Date                  |
| --- | ---------------- | --------------------- |
| 117th (Eastern Townships) Battalion, CEF                                                                                               | Canada           | Septembre 1916        |
| Canadian Coronation Contingent | Canada           | Mai 1937              |
| Australien Coronation Contingent | Australie        | Mai 1937              |
| Royal 22e Régiment | Canada           | Avril 1940            |
| Toronto Scottish Regiment | Canada           | Avril 1940            |
| The Royal Canadian Regiment | Canada           | Avril 1940            |
| Canadian Coronation Contingent | Canada           | Mai 1953              |
| Australien Coronation Contingent | Australie        | Mai 1953              |
| Afrique du Sudn Coronation Contingent                                                                                                  | Afrique du Sud   | Juin 1953             |
| Nouvelle-Zélande Coronation Contingent                                                                                                 | Nouvelle-Zélande | Juin 1953             |
| Ceylon Coronation Contingent | Ceylan           | Juin 1953             |
| Pakistan Coronation Contingent | Pakistan         | Juin 1953             |
| Royal Nouvelle-Zélande Artillery Detachment commander, Maj. S. Cocks                                                                   | Nouvelle-Zélande | Novembre 1964         |
| 1st Battalion, Royal Australien Regiment Detachment commander, Lt Col. J.P. Salter MC                                                  | Australie        | Avril 1988            |
| 3rd Battalion, Princess Patricia's Canadian Light Infantry Detachment commander, Maj. I. Hunt                                          | Canada           | Avril–Mai 1998        |
| 2nd Battalion, Jamaica Regiment | Jamaica          | Avril 1999            |
| Australien Federation Guard plus the Band of the Royal Military College, Duntroon Detachment commander, Lt Col. W. Goodman             | Australie        | Juillet 2000          |
| 2nd Battalion, The Royal Canadian Regiment Detachment commander, Maj. J. Fife                                                          | Canada           | Septembre 2000        |
| Royal Gibraltar Regiment | Gibraltar        | Mars 2001             |
| 1st Battalion, Jamaica Regiment plus the Combined Band of the JDF Detachment commander, Lt Col. D. Robinson                            | Jamaïque         | Juillet 2007          |
| 1st Battalion, Royal Malay Regiment plus the Band of the Royal Malay Regiment Detachment commander, Maj. Norhisham bin Kamar           | Malaisie         | Avril 2008            |
| Royal Gibraltar Regiment Detachment commander, Lt Col. C. Risso MC                                                                     | Gibraltar        | Avril 2012            |
| 2nd Battalion, Royal 22e Régiment Detachment commander, Lt Col. G. Carpentier                                                          | Canada           | Juillet 2014          |
| 2nd Battalion, Princess Patricia's Canadian Light Infantry plus the Royal Canadian Artillery Band Detachment commander, Maj. J. Hudson | Canada           | Juin 2017             |
| Royal Canadian Air Force plus the Royal Canadian Air Force Band Detachment commander, Maj. V. Gagné                                    | Canada           | Juin 2018             |
| 3rd Battalion, The Royal Canadian Regiment plus the Royal Canadian Artillery Band Detachment commander, Maj. B. Lacey                  | Canada           | Octobre–Novembre 2018 |
| 1st Regiment, Royal Canadian Horse Artillery, plus the Royal Canadian Artillery Band Detachment commander, Maj. M. Crosier             | Canada           | Octobre 2021,         |

En mai et juin 2014, le Vancouver Police Pipe Band a fourni un accompagnement musical lors du montage de la Garde de la Reine en coordination avec la Division des ménages et a participé aux célébrations du centenaire du groupe,. C'était la première fois qu'un groupe de cornemuses non militaires se produisait lors de la cérémonie. Lors de la cérémonie, le Cornemuseur-major était accompagné de Maurice Brown des Pipes and Drums du 1st Battalion, Scots Guards. En janvier 2018, un film couvrant la visite du groupe de cornemuses a été présenté en première au Centre international du film de Vancouver intitulé The Queens New Guard,.

## La Garde du corps du Roi

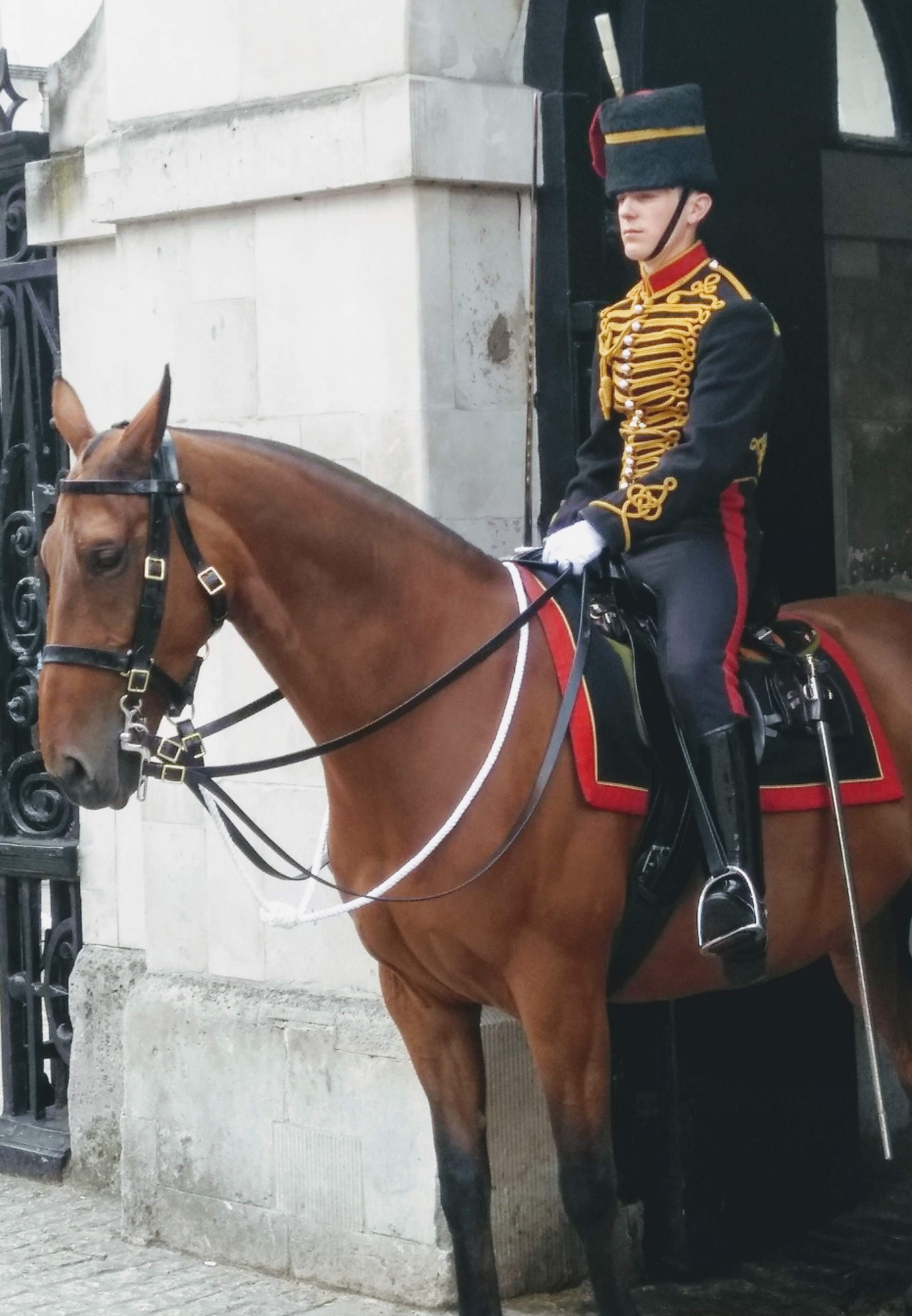
Une sentinelle de la troupe du roi, Royal Horse Artillery à l' extérieur de Horse Guards.

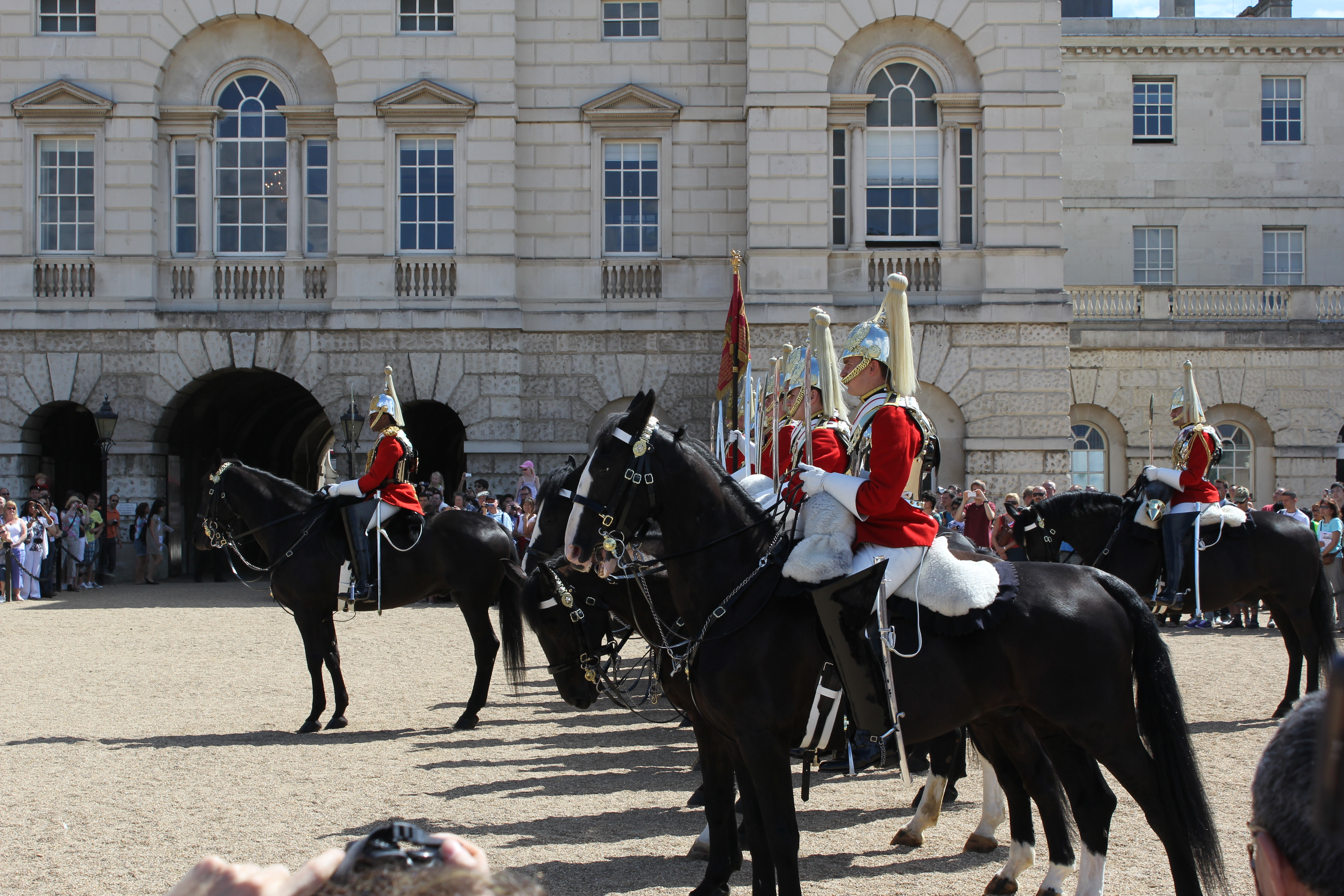
La nouvelle garde, formée à partir des Life Guards, sur Horse Guards Parade.

Le King's Life Guard est la garde montée à l'entrée de Horse Guards. Horse Guards est l'entrée principale officielle du palais St James et du palais de Buckingham (une tradition qui remonte à l'époque où le centre commercial était fermé aux deux extrémités) ; cependant, des sentinelles y sont postées depuis la Restauration, lorsque le palais de Whitehall était la principale résidence royale. La garde est à cheval de 10 heures à 16 heures, les deux sentinelles changeant toutes les heures. De 16h à 20h, une paire de sentinelles démontées restent. À 8 après-midi, les grilles des Horse Guards sont verrouillées, et une seule sentinelle reste jusqu'à 7 heures du matin.
Lorsque le roi est à Londres, la garde se compose d'un officier, d'un caporal-major (qui porte l'étendard), de deux sous-officiers, d'un trompettiste et de onze soldats. C'est ce qu'on appelle une « longue garde ». Lorsque le roi ne réside pas à Londres, la Garde est réduite à deux sous-officiers et dix cavaliers. C'est ce qu'on appelle une « garde courte ».
La garde est généralement fournie par le Household Cavalry Mounted Regiment, avec les Life Guards et les Blues and Royals en alternance. Lorsque le HCMR quitte Londres pour un mois d'entraînement d'été (et de vacances pour les chevaux), la garde est assurée par la Royal Horse Artillery. Seules deux autres unités ont monté le King's Life Guard : en 2000, la troupe montée de Lord Strathcona's Horse (Royal Canadians), un régiment du Corps blindé royal canadien, a monté le Queen's Life Guard lors du même déploiement que le Royal Canadian Regiment a fourni à la Garde de la Reine. En 2012, dans le cadre des célébrations du jubilé de diamant de la reine, le Carrousel de la Gendarmerie royale du Canada a monté le Queen's Life Guard pendant une journée en mai 2012, devenant ainsi la première unité non militaire à le faire ,.

### Autres unités du Commonwealth ayant participé à la Garde du corps du roi
| Unité                                       | Pays   | Drapeau | Date |
| ------------------------------------------- | ------ | ------- | ---- |
| Cheval de Lord Strathcona (Royal Canadians) | Canada | 🇨🇦      | 2000 |
| Gendarmerie royale du Canada                | Canada | 🇨🇦      | 2012 |

## Remplacement de la garde du roi

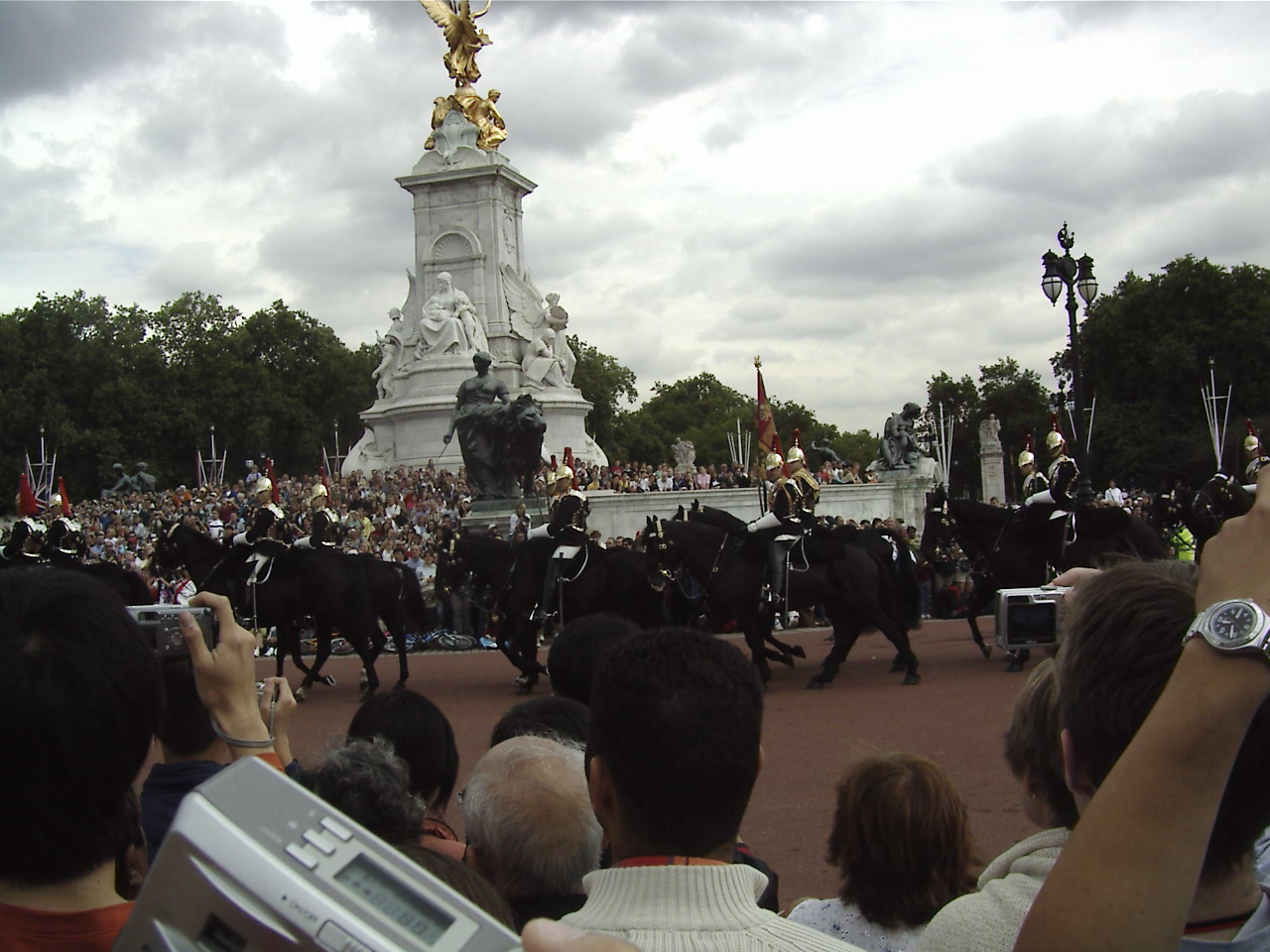
La vieille garde, formée des Blues et des Royals passant devant le palais de Buckingham sur le chemin du retour à la caserne.

Au moment du changement de garde, l'ancienne garde se forme du côté nord de l'enceinte sur Horse Guards Parade et la nouvelle garde du côté sud. À l'arrivée de la nouvelle garde, chaque garde porte l'étendard et les trompettistes de l'ancienne et de la nouvelle garde sonnent le salut royal à l'arrivée de la nouvelle garde et au départ de l'ancienne garde. Lorsque les deux gardes se sont formés dans l'enceinte, le caporal-major, le sous-officier supérieur et les sentinelles de la première relève de la nouvelle garde partent pour la salle des gardes, qui est alors remise. Les sentinelles de la vieille garde, après avoir été relevées, rejoignent le reste de la vieille garde du côté nord de l'enceinte. L'étendard et les trompettistes ne paradent qu'avec une longue garde.